# Beaumont-lès-Randan
Beaumont-lès-Randan é uma comuna francesa na região administrativa de Auvérnia-Ródano-Alpes, no departamento Puy-de-Dôme. Estende-se por uma área de 6,04 km². Em 2010 a comuna tinha 303 habitantes (densidade: 50,2 hab./km²).